# Fermín Escobar
Fermín Escobar (...) è un ex calciatore paraguaiano, di ruolo centrocampista.

## Carriera

### Club
Ha giocato nella massima serie paraguaiana con il River Plate di Asunción.

### Nazionale
Dal 1971 al 1975 ha giocato 7 partite con la Nazionale paraguaiana, prendendo parte alla Copa América 1975.